# Pseudophegopteris aubertii
Pseudophegopteris aubertii är en kärrbräkenväxtart som först beskrevs av Nicaise Augustin Desvaux, och fick sitt nu gällande namn av Holtt. Pseudophegopteris aubertii ingår i släktet Pseudophegopteris och familjen Thelypteridaceae. Inga underarter finns listade.